# Corrado di Marburgo
Corrado di Marburgo (fra il 1180 e il 1190 – Marburgo, 30 luglio 1233) è stato un presbitero e teologo tedesco.
Svolse anche il ruolo di inquisitore: gli fu ordinato dal Papa di combattere gli albigesi, che la Chiesa cattolica considerava eretici. Era conosciuto per il suo uso di metodi estremi e anche per la morte prematura che questi metodi gli portarono.

## Biografia
Non si conosce molto della gioventù di Corrado, ma fonti ecclesiastiche dell'epoca lo descrivono come ben istruito, ed è possibile che abbia ricevuto un'educazione universitaria. Era anche conosciuto per il suo forte ascetismo e per il suo zelo nella difesa della Chiesa. Anche se storicamente è sempre stato considerato un membro dell'ordine domenicano, gli studiosi moderni concordano che non lo fosse. Nei documenti apostolici è definito «Predicatore della Parola di Dio» («magister Cunradus de Marburch predicator Verbi Dei»). La maggior parte dei suoi primi incarichi all'interno della Chiesa erano collegati alla soppressione delle eresie ed ebbe un ruolo attivo nella crociata albigese. Papa Innocenzo III, che aveva bandito la quarta crociata ed era un sostenitore dell'inquisizione medievale fu uno dei primi sostenitori di Corrado.
Alla fine Corrado ritornò nella natìa Germania e gradualmente si guadagnò una certa influenza alla corte di Ludovico IV, langravio di Turingia. In particolare Corrado si costruì un potere notevole sulla moglie di Ludovico, Elisabetta d'Ungheria, della quale egli era consigliere religioso e confessore. Corrado impersonò quest'ultimo ruolo in un modo estremamente severo, richiedendo da Elisabetta comportamenti quasi impossibili da mantenere. Tra le punizioni che si dice le abbia inflitto pare vi siano anche punizioni corporali e la separazione dai suoi tre figli. Nel 1231, forse proprio a causa del trattamento che Corrado le riservava, Elisabetta morì. Fu presto santificata come Santa Elisabetta e divenne una delle sante più importanti del medioevo. Gli studiosi moderni hanno spesso riscontrato una componente di sadismo nel comportamento di Corrado verso Elisabetta.
Corrado intanto si era anche dedicato all'estirpazione dell'eresia sia in Turingia che in Hesse e rapidamente si guadagnò la reputazione di irragionevole ed ingiusto. Stando alla maggior parte delle fonti Corrado prendeva quasi ogni accusa come veritiera e considerava i sospettati colpevoli finché non veniva provato il contrario. Coloro che erano accusati di eresia erano rapidamente rintracciati dagli uomini di Corrado e veniva ordinato loro di abiurare o sarebbero stati arsi sul rogo. Gli accusati di eresia erano pure incoraggiati a denunciare, anche falsamente, altre persone, facendo capire loro che se avessero agito così potevano essere risparmiati. L'attività inquisitoria di Corrado toccò popolani, nobili e preti: Heinrich Minnike, prevosto di Goslar, fu uno dei primi obbiettivi di Corrado e fu arso sul rogo. Nel 1227 Papa Gregorio IX ordinò a Corrado di eliminare tutte le eresie in Germania, dandogli il permesso di ignorare la regolare procedura ecclesiastica per l'investigazione delle eresie. Secondo molte fonti, la sola notizia che Corrado stava per attraversare un territorio causava quasi sempre panico di massa.
Nel 1233 Corrado accusò Enrico II, conte di Sayn, di prendere parte a "orge sataniche". Enrico però si appellò a un'assemblea di vescovi a Magonza e fu dichiarato innocente. Corrado rifiutò di accettare la decisione e chiese che il verdetto fosse mutato ma alla fine lasciò Magonza per fare ritorno a Marburgo. Sulla strada fu assalito da un gruppo di cavalieri, che uccisero sia lui sia il suo assistente. Non si sa se i cavalieri fossero o meno al servizio di Enrico.
Un'altra versione dice che Corrado avesse criticato il re di Germania per le sue numerose amanti e che quest'ultimo lo avesse convocato perché potesse discolparsi. Raggiunto dalle guardie reali che lo invitavano a seguirle alla corte del re, egli rispose che rispondeva del suo operato solo a Dio, di conseguenza il comandante delle guardie lo uccise.

## Dopo la morte
Dopo la sua morte Papa Gregorio dichiarò Corrado un difensore della fede cristiana, e ordinò che i suoi assassini fossero puniti. In Germania tuttavia, i sentimenti verso Corrado erano molto meno favorevoli, e il suo solo ricordo bastò ad alimentare per molti anni sentimenti contrari all'inquisizione.
Per svariati secoli, e non solo nelle aree in cui aveva agito, il nome di Corrado di Marburgo divenne un sinonimo del sadismo e del lato oscuro del cattolicesimo. Il luogo del suo assassinio, Hof Kapelle, vicino Marburgo, è segnato con una pietra (all'interno di una fattoria privata); per molto tempo le tradizioni locali descrissero il luogo come maledetto, e si dice che anche oggi vi si eseguano riti di magia nera. Una fontana sulla Steinweg, una delle strade principali di Marburgo, era sormontata, dopo un tentativo di restauro neogotico, da un'effigie di un generico monaco, ritenuto essere, da molti dei locali, Corrado, e l'effigie fu oggetto di un continuo lancio di pietre da parte degli studenti dell'università, finché l'effigie non fu sostituita con un ornamento architettonico.

## Corrado in letteratura e nei fumetti
Corrado compare in un'opera del novellista inglese Charles Kingsley che scrisse la sua Saint's Tragedy su Elisabetta d'Ungheria.
Corrado di Marburgo è anche il personaggio principale della striscia a fumetti francese Il Terzo Testamento di Xavier Dorison e Alex Alice. Nel fumetto troviamo Corrado datosi alla macchia per venti anni dopo essere stato incastrato da Enrico II, conte di Sayn, e condannato a morte dal Tribunale dell'Inquisizione, un triste e stanco Corrado (somigliante all'attore Sean Connery) si trova a confrontarsi di nuovo col Conte di Sayn in una gara per trovare un testo leggendario, il Terzo Testamento. La storia è parte di una serie di quattro storie pubblicata da Glénat.
Konrad von Marburg, nella sua veste di spietato inquisitore, è uno dei personaggi che appaiono nel romanzo di Marcello Simoni Il labirinto ai confini del mondo, terzo libro della Trilogia del Mercante di reliquie.